# Малинська округа
Ма́линська окру́га — адміністративно-територіальна одиниця Української СРР в 1923–1924 роках. Утворена 7 березня 1923 року у складі Київської губернії. Окружний центр — місто Малин. Проіснувала до 28 жовтня 1924 року.

## Склад округи
Утворена 7 березня 1923 року з окружним центром у Малині в складі Чорнобильського і частини Радомисельського повіту в складі 10 районів:
- Радомисельський — Кичкирівської, м. Радомисля і частини Вишевицької волості.
- Малинський — Малинської, частини Стремигородської, Чеповицької і Вишевицької волостей.
- Потіївський — Горбилівської і Облитківської волостей.
- Коростишівський — Коростишівської волості.
- Ставищенський — Ніжиловицької і Кочерівської волостей.
- Розважівський — Розважівської і Красятицької волостей.
- Іваньківський — Іваньківської і частини Приборської волостей.
- Товстоліський — Мартиновицької і частини Шепелицької волостей.
- Хабнівський — Хабнівської і Максимовицької волостей.
- Чорнобильський — Чорнобильської, Стечанської, частини Шепелицької (с. с. Великий Карагод, Малий Карагод і Роз'їзджай), частини Приборської (на північ р. Вересня) і частини Горностайпільської (на північ від р. Тетерева) волостей.

Ліквідована 28 жовтня 1924. Території районів Малинської округи приєднані:
- Розважівського, Іванківського, Хабнівського, Чорнобильського й Товстоліського районів — до складу Київської округи;
- Радомисельського і Коростишівського районів — до складу Житомирської округи;
- Малинського та Потіївського районів — до складу Коростенської округи.
- Ставищанський район зліквідованої Малинської округи розформований, сільради приєднані:
  - Білківська, Забілочанська, Комарівська, Кочерівська, Неграбівська, Поташнянська, Раєвська і Раковицька — до складу Радомисельського району, перечисленого у склад Житомирської округи;
  - Царівська — до складу Коростишівського району, перечисленого у склад Житомирської округи;
  - Ставищанська, Висоцька, Озерянська, Осовецька і Приворотянська — до складу Брусилівського району Білоцерківської округи;
  - Борівська, Небилицька, Ніжиловицька, Рожевська і Ситнязька — до складу Макарівського району Київської округи.
- с. Мигалки з Високими й Нижніми Руднями Малинського району перейшли до складу Бороднянського району Київської округи.
- с. Вахівка Іванківського району перейшло до складу Димерського району Київської округи.
- с. Коблиця Іванківського району перейшло до складу Бороднянського району Київської округи.
- Ново-Соколівська, Оранівська і Романівська сільради Чорнобильського району перейшли до складу Іванківського району, перечисленого до складу Київської округи.
- с. Макарівка і Недашківська слобода Розважівського району перейшли до складу Іванківського району, перечисленого до складу Київської округи.
- с. Перемижжя, с. Журавлінка і с. Костанівська з хутором Салдацьким Коростишівського району перейшли до складу Радомисельського району, перечисленого до складу Житомирської округи.
- Забілотянська, Котівська і Пилиновицька сільради Потіївського району перейшли до складу Радомисельського району, перечисленого до складу Житомирської округи.
- с. Шкнева і с. Марківська-Воєнна Розважівського району перейшли до складу Хабнівського району, перечисленого до складу Київської округи.
- Воровицька, Кабанська, Мартиновицька і Павловицька сільради Товсто-Лісового району зліквідованої Малинської округи перейшли до складу Хабнівського району, перечисленого до складу Київської округи.
- Жофнірівська, Коначанська і Стечанська сільради Чорнобильського району перейшли до складу Товстоліського району, перечисленого до складу Київської округи.

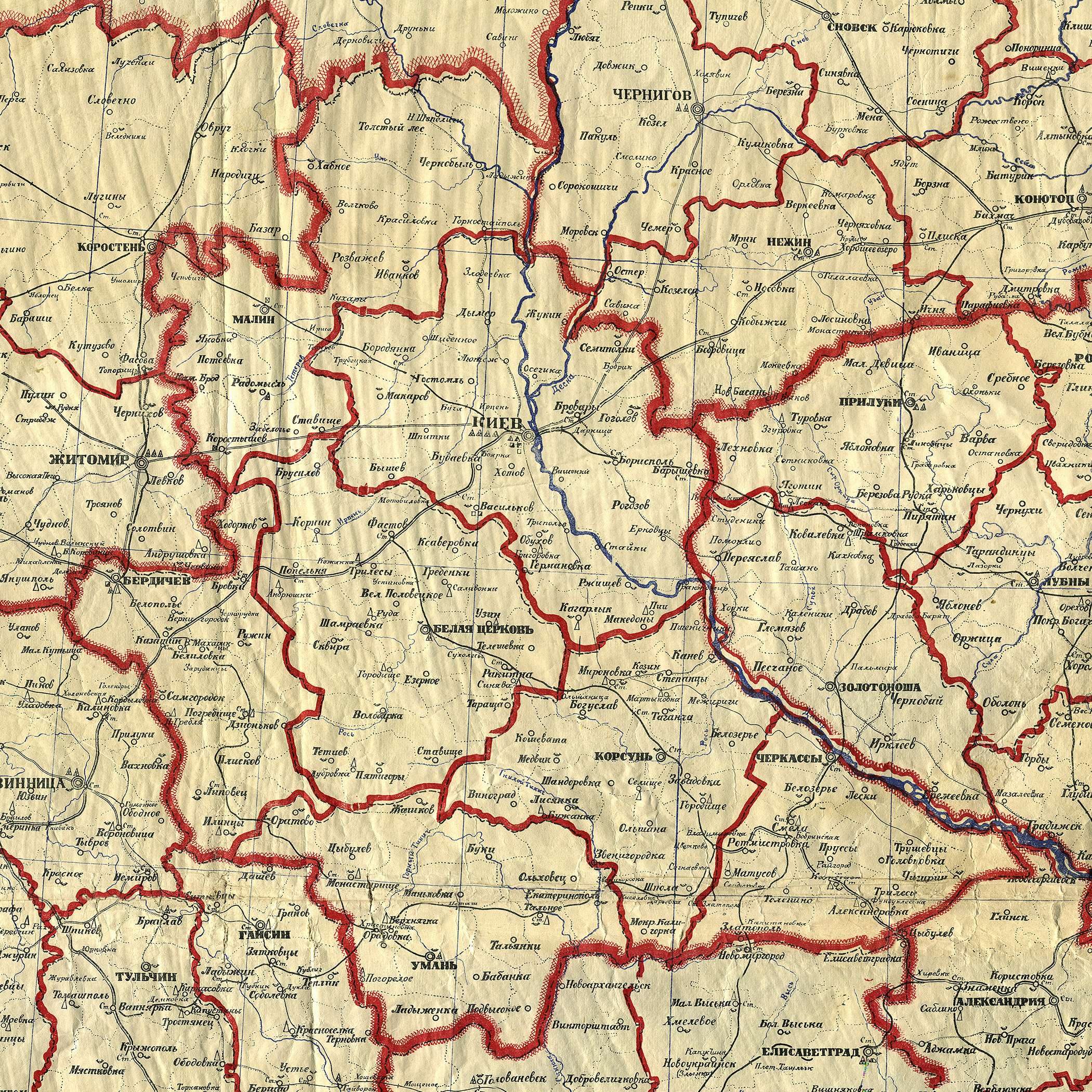
Карта Малинської у складі Київської губернії, 1923
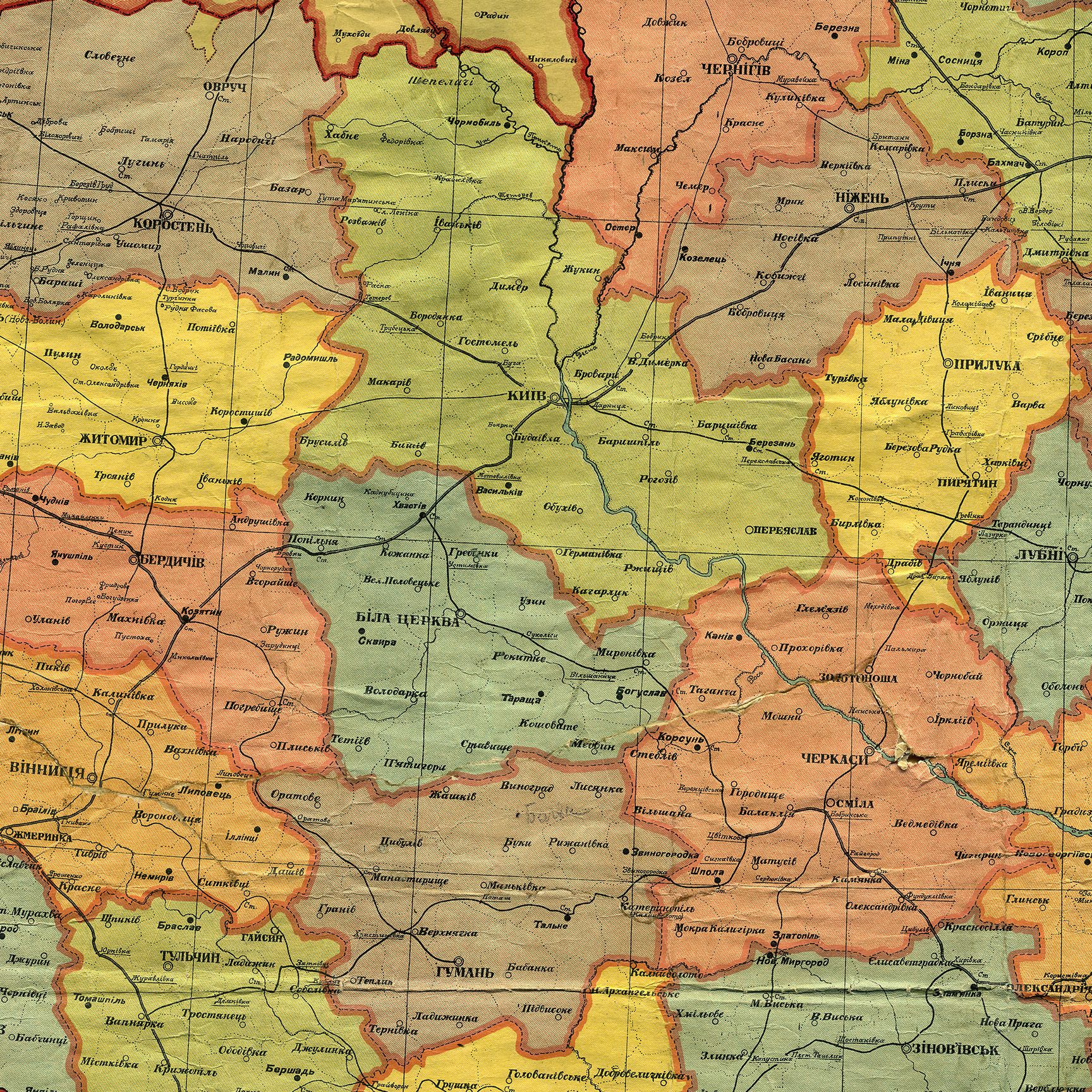
Карта колишньої Малинської округи, адміністративні межі станом на 1 жовтня 1925
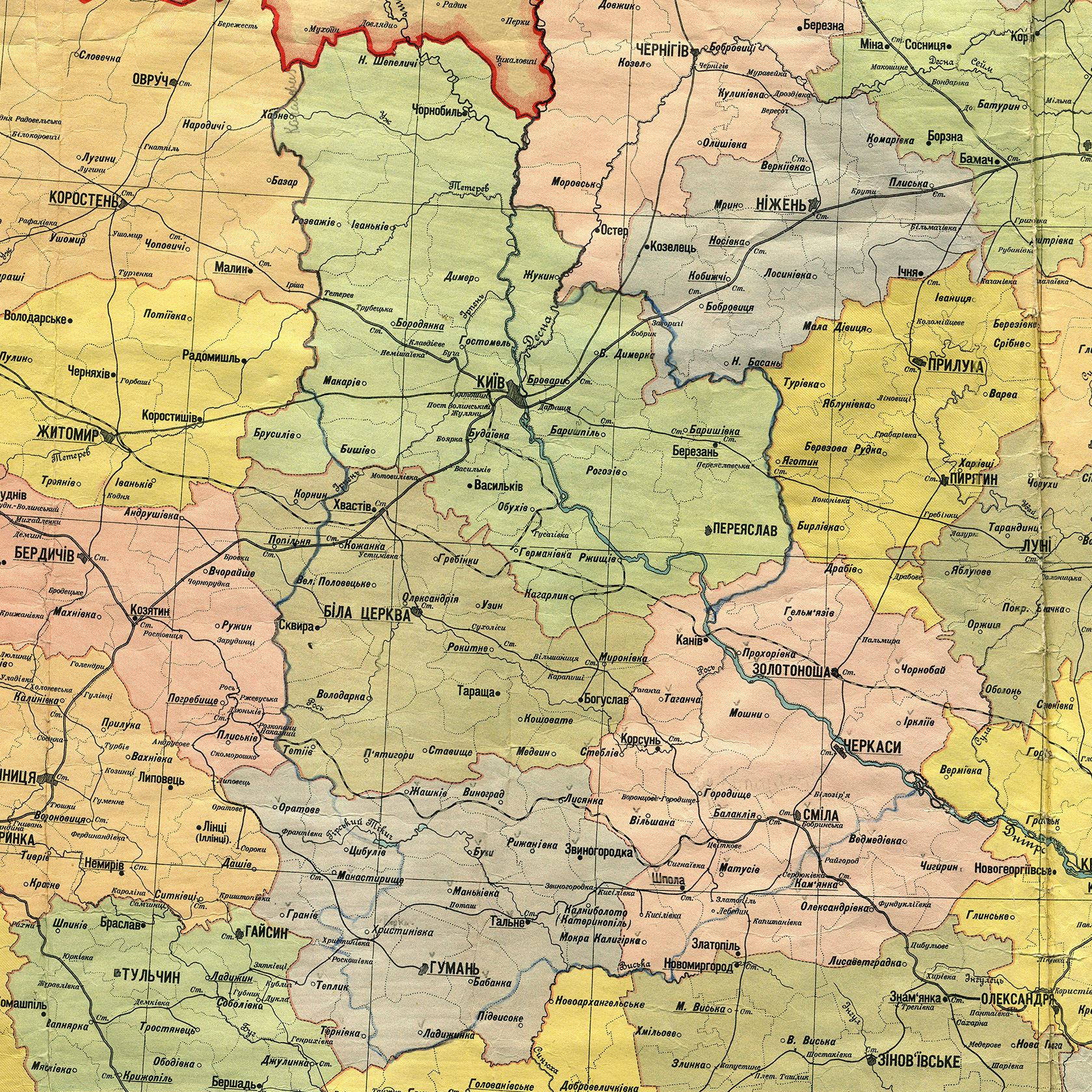
Карта колишньої Малинської округи, адміністративні межі станом на 1 березня 1927

## Керівники округи

### Відповідальні секретарі окружного комітетуКП(б)У
- Сірко Іван Миколайович (.09.1923—1924)
- Низов К. Є. (1924)

### Голови окружного виконавчого комітету
- Яцевський Іван Петрович (1923—.01.1924)
- Чекаленко Яків Тимофійович (.01.1924—.10.1924)